# Kraje v Číně

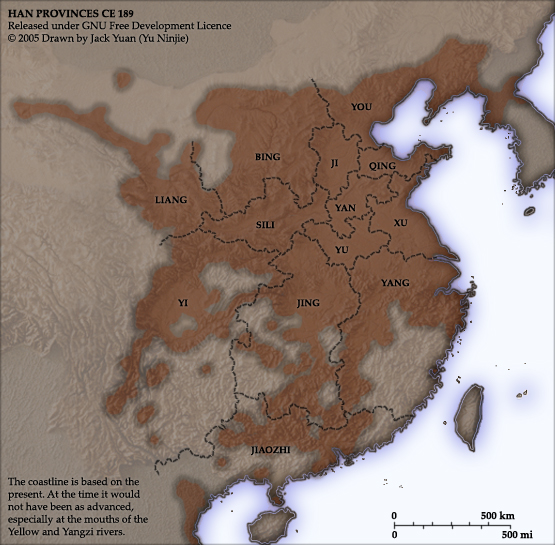
Oblasti čou v říši Chan, roku 189

Kraje čou (čínsky pchin-jinem zhōu, znaky 州) byly historické správní celky v Číně. Vznikly v říši Chan a v různých formách přetrvaly až do zániku říše Čching začátkem 20. století. 
Analogické správní jednotky existovaly v Koreji (주, ču), Vietnamu (châu) a Japonsku (州, šú).

## Historie
V čínských mýtech bylo čou (州) označení devíti „provincií“ – oblastí, na které Čínu rozdělil legendární zakladatel dynastie Sia král Jü Veliký. V čouské éře (11.–3. století př. n. l.) byl čou termín pro lokální správní útvar sestávající z 2500 rodin, pět čou tvořilo okres sien (縣).
Říše Chan se skládala z komandérií (郡, ťün) rozdělených na okresy. Roku 106 př. n. l. vláda říši rozdělila na 13 kontrolních oblastí pu (部), v nichž oblastní inspektoři (či oblastní zástupci) cch’-š’ (刺史) vysílaní z kontrolního úřadu v metropoli dozírali a koordinovali několik komandérií. Roku 10 př. n. l. byly oblasti pu přejmenovány na čou. Ke konci chanského státu dostali oblastní zástupci vojsko a rozhodovali i o financích, čou se tím z kontrolní oblasti přeměnila ve správní jednotku. V následujícím období byly čou, v čele s oblastním velitelem cch’-š’, nejvyšší regionální správní jednotky nadřazené komandériím.
V říši Suej nadále existovaly kraje čou, v čele s krajským zástupcem cch’-š’. Zprvu byly nadřízené komandériím, ty však byly za prvního suejského císaře Wen-tiho (v 90. letech 6. století) zrušeny. Okresy potom přímo podléhaly krajům. Stejná struktura regionální správy (kraje čou skládající se z okresů sien) přetrvala i v říši Tchang, pouze za vlády císaře Süan-cunga (712–756) byly kraje přechodně, v letech 742–758, přejmenovány na komandérie v čele s guvernérem tchaj-šou (přičemž byla změněna i jejich jména, roku 758 vrácená zpět). Za Tchangů krajský úřad sestával z pěti odborů s’ (司): právního (司法, s’-fa), zásobovacího (司倉, s’-cchang), stavebního (司功, s’-kung), vojenského (司兵, s’-ping) a zemědělského (司田, s’-tchien). Kraje byly podle významu a počtu obyvatel rozděleny do tří kategorií, krajští zástupci v závislosti na kategorii kraje měli nižší hlavní čtvrtou (4a2) až vyšší vedlejší třetí hodnost (3b1).
V administrativě říše Sung byly kraje čou nejobvyklejší správní jednotkou střední úrovně, vedle speciálních krajů ťün (軍), prefektur fu (府) a výrobních prefektur ťien (監). Krajů bylo zhruba 250 z tří set jednotek střední úrovně. Sungskému kraji podléhalo 5 až 20 okresů, řízeny byly pověřenými správci obvykle titulovanými č’-š’ (知事, titul zněl č’ [název kraje]-čou š’, „pověřen záležitostmi kraje [název kraje]“).
Kraje čou jako správní jednotka složená z několika okresů přetrvaly i v říších Liao, Ťin a Jüan.
V mingské administrativě byly kraje čou jednotky podřízené prefektuře (proto někdy zvané podprefektura) a nadřízené okresům. Někdy nepodléhaly prefektuře, ale přímo provincii, pak byly označovány za „přímo řízené“ (直隸, č’-li). Koncem mingské doby existovalo 240 krajů (vedle 159 prefektur a 1144 okresů). Správce kraje (知州, č’-čou) míval vedlejší pátou hodnost.
V říši Čching byly kraje čou zřizovány ve zvláštních oblastech – s nečínským osídlením, nebo s důležitou výrobou. V éře Čchien-lung (1736-1796) jich bylo 154 (ve srovnání s 1282 okresy). Obvykle sestávaly z několika okresů, někdy však byly nejnižší jednotkou státní správy. Zpravidla podléhaly prefekturám, někdy podprefekturám tching (廳), jindy přímo provincii.
Ve správním rozdělení Čínské lidové republiky pojem čou přežil pouze v názvu autonomních krajů (自治州, c’-č’-čou).